# Войтковский, Василий Миронович
Василий Миронович Войтковский (укр. Василь Миронович Войтковський; 1823—1904) — русский церковный деятель, богослов и педагог.
С 1850 года — священник, с 1862 года — протоиерей, в это сан был возведён преосвященным Иоанникием (Горским), архиепископом Варшавским и Новогеоргиевским.

## Биография
Родился 5 марта 1823 года в Подольской губернии Российской империи в семье священника.
Окончил Подольскую духовную семинарию и Санкт-Петербургскую духовную академию (1849). Его родной брат — Войтковский Фёдор Миронович — также окончил Санкт-Петербургскую духовную академию со степенью кандидата богословия (1845).
В 1849 году — Василий Войтковский преподаватель Подольской духовной семинарии, здесь преподавал мировую историю, русскую историю и греческий язык. В период с 1850 по 1869 год — настоятель церкви при гробе Палатины Венгерской княгини Александры Павловны в венгерском городе Иром, выполнял службу при посольстве русской церкви в Вене, Копенгагене, Венеции и Карлсбаде.
В 1870 году Войтковский был переведен в Одессу и с 7 августа 1870 года был назначен учителем в Одесском Институте благородных девиц и настоятелем институтской церкви Св. мученицы царицы Александры. В этом же году, по рекомендации профессора М. Павловского, начал работать на историко-филологическом факультете Императорского Новороссийского университета (ныне — Одесский национальный университет имени И. И. Мечникова), был исполняющим обязанности ординарного профессора церковной истории (с 1895 года — заслуженный профессор). В 1878—1879 годах работал секретарем этого факультета. С 1888 года — профессор богословия и настоятель университетской церкви.
Василий Миронович Войтковский занимался благотворительной деятельностью, участвовал в открытии в Одессе столовой для малообеспеченных студентов. Являлся настоятелем церкви в Институте благородных девиц (1870—1888 годы), был помощником наблюдателя за преподаванием Закона Божия в одесских гражданских учебных заведениях, председателем совета Свято-Андреевского братства, настоятелем церкви Святого Александра Невского. С 1874 года являлся членом педагогического собрания правления Одесской духовной семинарии, с 1896 года — цензором журналов «Херсонские епархиальные ведомости», «Поучение и радость святой веры христианской». Вышел в отставку 7 марта 1900 года по возрасту.
Умер 24 февраля 1904 года в Одессе. Был похоронен на Старом христианском кладбище города.
Был женат на Жена Мария Иустиновна (урождённая Патлаевская, 1833—1904). В семье были дети (в порядке рождения): Иоанн, Василий, Анна, Екатерина, Павле, Александра, Елена, Сергей и Фёдор.

## Труды
В. М. Войтковский занимался и научной деятельностью. Он имел степень магистра богословия за сочинение «История Волынской епархии» (1849). Исследовал историю церкви, вопрос религиозной и церковной истории в империи Габсбургов, в том числе и в Галичине. Отсылал материалы в Одесское общество истории и древностей, занимался переводом иностранных авторов, в частности Павла Шафарика.
Главные работы В. М. Войтковского:
- «О православной церкви в австрийских владениях»
- «Об униатской церкви в Австрии»
- «О церковном положении глаголитов»
- «О богослужении протестантской церкви»
- «О религиозном движении в Галиции»
- «О сверхъестественном в религии»
- «Обрядовой вопрос в Галиции»
- «Отношения между католичеством и протестантством»
- «Об упадке богослужения в протестантской церкви»
- «О церковном соединении Германии»
- «Платон Атанацкевич, заслуженный сербский епископ в Австрии»
- «Начатки христианства между мадьярами»

## Награды
- Был награждён золотым наперсным крестом из кабинета Его Императорского Величества (1850), драгоценным перстнем (1852) и камилавкой (1857).
- Награждён орденами Святой Анны 3, 2 и 1 степеней (1860, 1870, 1900) и Святого Владимира 4 и 3 степеней (1876, 1880), а также медалью в память о Крымской войне 1853—1856 гг.